# Versackung
Eine Versackung (im Ruhrpott auch Pinge) bezeichnet einen Schaden im Tiefbau. Versackungen in der Oberfläche können verschiedene Ursachen haben. Die Ausspülung durch ein Naturereignis oder auch eine schadhafte darunterliegende Rohrleitung. Bei einer Ausspülung ist das Problem schnell durch die Reparatur der Oberfläche behoben. 
Bei einem Rohrbruch sind jedoch weitergehende Maßnahmen erforderlich, die üblicherweise mit dem Einsatz eines Baggers enden werden. Versackungen durch Rohrleitungsgebrechen können sich über längere Zeit unbemerkt entwickeln. Da auch Gebäude betroffen sein können, kann diese Schadensart zu enormen Kosten führen.